# LGA 1156
L'LGA 1156, anche chiamato Socket H, è il socket che Intel ha introdotto per le CPU basate sull'architettura Nehalem (e più precisamente con i core Lynnfield e Clarksfield) a partire dalla seconda metà del 2009 come evoluzione dei precedenti Socket 1366, e 775 che era stato introdotto con i Pentium 4 Prescott e mantenuto poi anche per tutte le successive CPU destinate al settore desktop, quali i Pentium D, Pentium Extreme Edition, Core 2 Duo (Conroe e Wolfdale), Core 2 Quad e Core 2 Extreme, oltre che per le ultime incarnazioni del processore Celeron (in particolare Celeron D).
È da ricordare che il termine LGA sta per Land Grid Array e sta ad indicare che i pin di contatto non sono più sul processore, ma direttamente sul socket, una caratteristica che Intel ha introdotto proprio con il Socket 775.

## Caratteristiche tecniche
Intel ha dovuto progettare un nuovo socket per far fronte all'incremento di dimensioni dei processori basati su architettura Nehalem, oltre che per rispondere ai nuovi requisiti energetici e nuove funzionalità previste dall'architettura. Sebbene si tratti ancora di un socket LGA, esso vede un cambiamento nel modo in cui il processore si collega alla motherboard: lo zoccolo del processore non è più saldato sulla scheda ma esegue i collegamenti tramite la pressione esercitata sul processore dalla staffa (bracket) di fissaggio. Tali cambiamenti comportano anche dissipatori con caratteristiche meccaniche differenti dalle precedenti piattaforme.

## Nuovi socket per Nehalem: non solo LGA 1156
Inizialmente era previsto che i socket per i processori dell'architettura Nehalem dovessero essere il Socket B e il Socket H, ma dalle ultime notizie di fine 2007, del Socket H, non si è più saputo nulla, e anzi al suo posto era stato citato l'LGA 1160, non previsto inizialmente, che poi a sua volta è stato abbandonato in favore proprio dell'LGA 1156.
Le prime notizie riguardo ai 2 socket originariamente annunciati, evidenziavano le differenze tra i due nella capacità da parte del Socket B (dotato di un maggiore numero di pin di contatto) di supportare i processori con controller di memoria integrato (presente nei processori AMD dal 2003 con i suoi Athlon 64) e il nuovo tipo di bus seriale, conosciuto con il nome di Intel QuickPath Interconnect (precedentemente conosciuto con il nome di Common Systems Interconnect), e che sarà in sostanza l'alternativa Intel all'HyperTransport di AMD. 
In ogni caso Intel ha dichiarato che il Socket B non sarà l'unico a supportare il controller di memoria delle future CPU, ma tale funzionalità sarà estesa anche ad altri socket, originariamente non previsti, ma annunciati da Intel sempre a fine 2007; si tratta appunto del Socket 1156 e del Socket LS. Diversamente da quanto previsto inizialmente, tutte le future CPU Nehalem vedranno l'implementazione del controller di memoria e quindi è molto probabile che il Socket H, originariamente previsto, abbia perso la propria ragione di vita, e i mancati riferimenti da parte di Intel negli ultimi annunci riguardo a questo socket non fanno che contribuire alla conferma dell'annullamento del progetto Socket H.
Al posto del Socket H, Intel ha annunciato l'LGA 1156 che pur continuando ad offrire supporto al controller di memoria integrato nella CPU, non sarà invece compatibile con il nuovo tipo di BUS. La vera peculiarità di questo socket però risiederà in altre 2 caratteristiche: la prima, e forse la più rivoluzionaria, sarà la capacità da parte di questo socket di ospitare i primi processori Intel (che saranno esclusivamente dual core, almeno inizialmente) dotati del sottocomparto grafico integrato. Data la profonda somiglianza tra i futuri processori del settore desktop e del settore mobile, l'LGA 1156 segnerà anche l'unificazione del socket per i processori desktop (Lynnfield e Clarkdale) e mobile (Clarksfield e Arrandale) della futura generazione della piattaforma Centrino.